# Ampondra
Ampondra is een plaats en commune in het noordoosten van Madagaskar, behorend tot het district Vohemar dat gelegen is in de regio Sava. Een volkstelling schatte in 2001 het inwonersaantal op ongeveer 12.000. De plaats biedt enkel lager onderwijs aan. 99,5% van de bevolking werkt als landbouwer. De belangrijkste landbouwproducten zijn vanille, rijst en bonen. Verder is 0,5% actief in de dienstensector..